# Astroturismo
L'astroturismo, o turismo astronomico, è un tipo di turismo orientato a soddisfare gli interessi degli astronomi ed appassionati all'astronomia. Può anche essere definito come l'hobby di visitare luoghi specifici per l'osservazione astronomica.

## Evoluzione del concetto di astroturismo

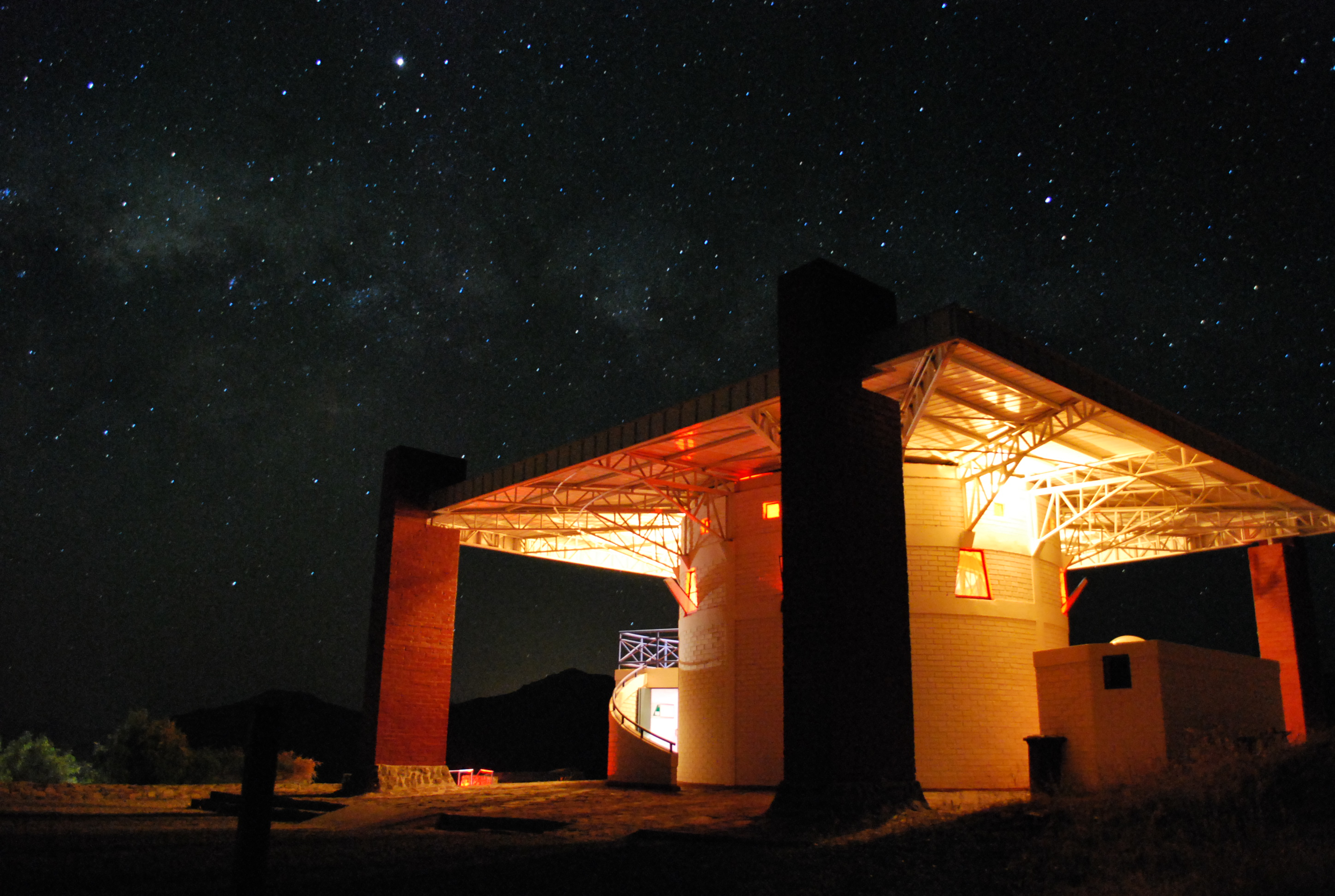
Mamalluca, Cile, osservatorio creato specificamente per l'astroturismo.

L'astroturismo è considerato come un'attività ludica-scientifica che ha avuto una grande crescita negli ultimi anni; ciò ha permesso di valorizzare risorse naturali, culturali, paesaggi e elementi patrimoniali associati all'astronomia.
Il concetto di astroturismo si è evoluto partendo dalla concezione di attività che si sviluppa in luoghi chiusi come osservatori e planetari, fino a un concetto moderno dove questa attività sfrutta le risorse naturali e culturali in spazi aperti ubicati in zone libere dall'inquinamento luminoso, che permette di associare la conoscenza scientifica astronomica agli aspetti culturali e alla natura.
L'astroturismo ha contribuito alla divulgazione scientifica dell'astronomia come scienza e alla diffusione culturale, naturale e turistica dei luoghi dove si sviluppa l'attività.
Questo astroturismo si è convertito in uno strumento di sviluppo sostenibile delle zone rurali, specialmente le più spopolate e vergini, dato che apporta valore aggiunto alle poche zone che rimangono libere dall'inquinamento luminoso.

## Caratteristiche
Si tratta di viaggi o escursioni che possono includere visite a osservatori astronomici, planetari, musei o strutture dedicate all'astronomia; tali visite possono includere un servizio di guide.
L'astroturismo si sviluppa principalmente in luoghi privi di inquinamento luminoso, solitamente prodotto dalle città e dalle zone abitate; per questa ragione è considerato un tipo di turismo sostenibile per l'ambiente.
È considerato come un segmento del turismo sostenibile la cui risorsa basica è il cielo buio. Il cielo non deve presentare nessun segno di inquinamento luminoso permanente. Le destinazioni turistiche con paesaggi di cieli notturni bui e liberi dall'inquinamento luminoso, causato dalle luci artificiali, sono le più apprezzate per lo sviluppo di questa attività turistica.
Le persone si riuniscono normalmente in gruppi che viaggiano con il fine di osservare eventi astronomici particolari come eclissi lunari, eclissi solari, stelle cadenti, il passaggio di comete. L'osservazione può essere fatta con dispositivi ottici, come telescopi o binocoli, o ad occhio nudo.  Per una migliore osservazione, sono stati costruiti osservatori fissi con fini turistici, oppure si usano telescopi mobili durante le escursioni in spazi rurali aperti.
I turisti che scelgono di partecipare ad escursioni e/o viaggi di questo tipo con il fine di partecipare ad attività relazionate con l'astronomia, vengono chiamati astroturisti; tra gli astroturisti sono inclusi scienziati, astronomi professionali, appassionati e viaggiatori curiosi.

## Origini

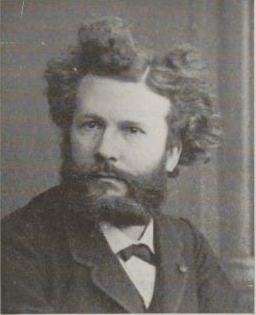
Camille Flammarion, astronomo francese.

Il concetto di astroturismo è relativamente moderno anche se l'astronomia, la scienza sulla quale si basa questa attività, è considerata come una delle scienze più antiche che esistono.
L'astroturismo nasce accanto all'astronomia amatoriale, che è un'attività praticata come un hobby o solo per piacere, consistente in attività molto simili a quelle che interessano gli astroturisti.
È stato l'astronomo francese Camille Flammarion a rendere popolare l'astronomia dopo la pubblicazione del suo libro Astronomie Populaire (Astronomia popolare): inoltre ha fondato un osservatorio astronomico a Juvisy-sur-Orge, e nel 1887 ha anche creato la Società Astronomica Francese.
Un altro passo importante è stata nel 1923 la costruzione da parte di Walther Bauersfeld del primo planetario fabbricato dalla Carl Zeiss a Jena, in Germania, che ha aperto le sue porte nel 1926 e presto ne aprirono altri due nella stessa città.
Poco tempo dopo cominciarono a diffondersi nuovi planetari in Europa. Una nuova ondata di apertura di planetari si ebbe dopo la seconda guerra mondiale. Si aggiunge, in seguito, la formazione di associazioni di appassionati di astronomia.
L'arrivo dell'uomo sulla luna nel luglio del 1969, ha avuto un impatto mediatico con 600 milioni di telespettatori, un quinto della popolazione mondiale. Questo evento ha creato un prima e un dopo nella divulgazione spaziale ed astronomica
Un altro aspetto importante nello sviluppo del pubblico è stato l'impatto di internet nella divulgazione scientifica astronomica, soprattutto con la diffusione di immagini spaziali della NASA e dell'Agenzia Spaziale Europea. Un risultato importante è stato l'evento del luglio 1994 riguardo l'impatto della Cometa Shoemaker-Levy 9 con Giove; mai, prima di allora, un evento astronomico era stato divulgato in forma così rapida e efficace.

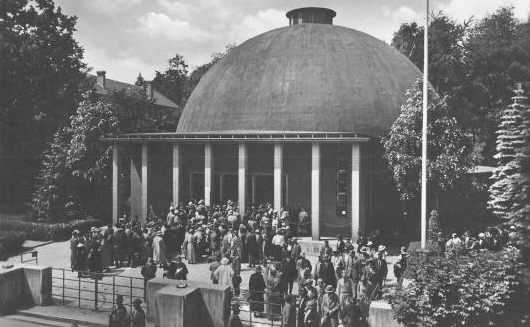
Planetario Carl Zeiss a Jena, Germania.

Finalmente, dopo la costante degradazione della qualità dei cieli prodotta dall'inquinamento luminoso, si cominciano a valorizzare i luoghi più adeguati per l'osservazione astronomica, e nascono le prime normative per la protezione del cielo che portano alla creazione della dichiarazione del cielo notturno ed il diritto di osservare le stelle nell'Aprile del 2007.
Questo fatto marca la valorizzazione delle alternative turistiche in territori interni, soprattutto desertici per sfruttare questa condizione e sostenere attività economiche alternative e sostenibili. Sorge in questo modo l'avviamento di osservatori astronomici specificamente abilitati all'attenzione di visitatori.
L'Isola de La Palma è stata la prima destinazione di astroturismo al mondo. Un piano di riposizionamento dell'Isola realizzato da LEO Partners nel 2004 ha scoperto il potenziale dell'astroturismo come risorsa e prodotto turistico identificando una corrente turistica che fino ad allora non era stata considerata né gestita professionalmente dagli operatori turistici. Il successo del piano ha dato luogo ad un orientamento verso la tematizzazione dell'isola ed una trasformazione radicale dell'attività turistica. A tal proposito, è stato essenziale ottenere il riconoscimento dei cieli dell'isola come Riserva della Biosfera UNESCO e la sua posteriore certificazione, la prima nel mondo, come Destinazione Starlight.

## Minacce per l'astroturismo

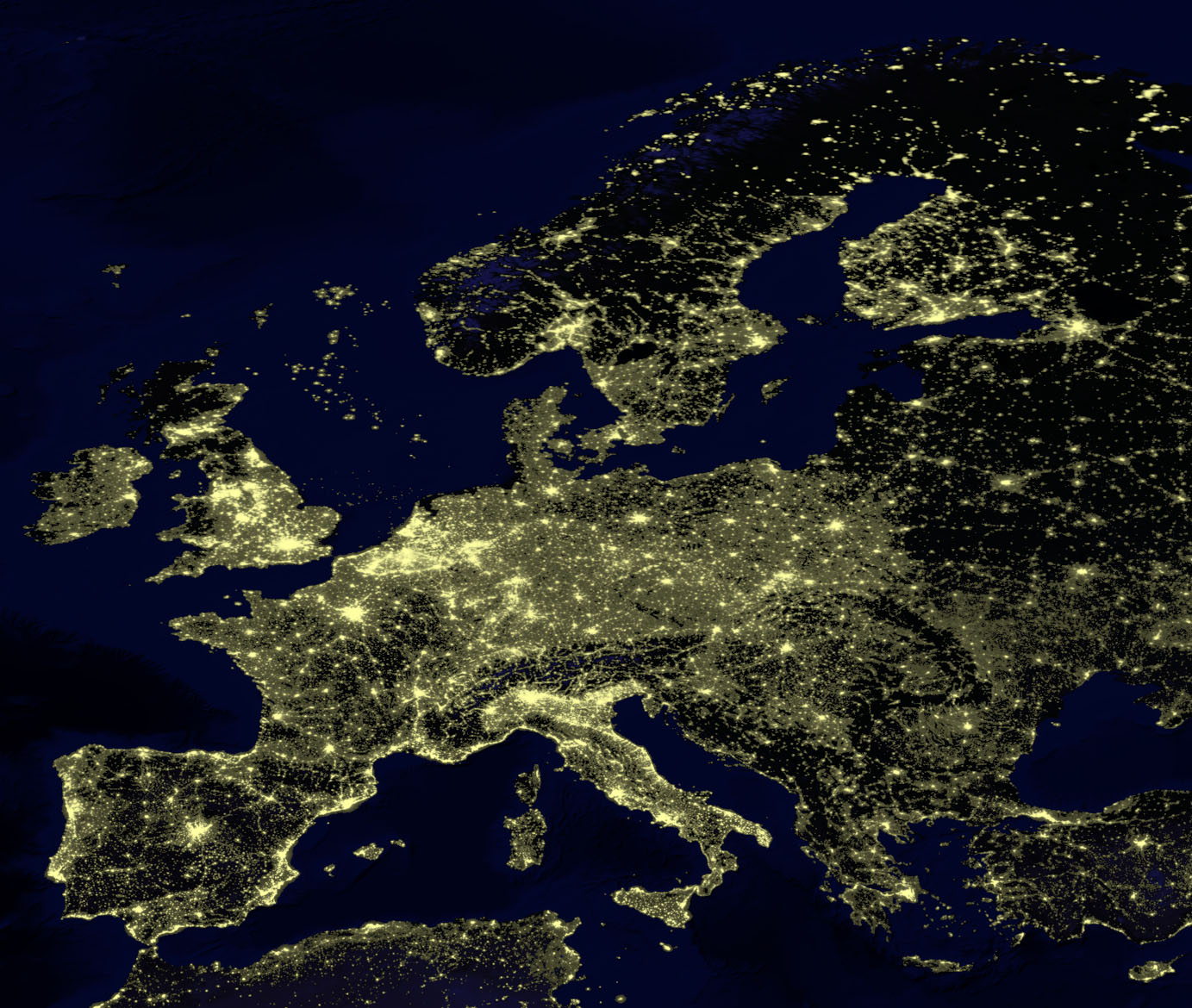
L'inquinamento luminoso in Europa è una delle minacce dell'astroturismo.

Una delle minacce che affronta lo sviluppo dell'astroturismo, come attività, è come trovare cieli abbastanza bui affinché sia possibile osservare le stelle ed altri fenomeni. Questo ha portato a rivalutare il concetto di parchi astronomici sia in Europa che negli Stati Uniti sotto il concetto di “riserva del cielo stellato”, un sistema di certificazione sviluppata nell'anno 2007. Ciò nonostante, agenzie di viaggi e tour operatori specializzati in astroturismo stanno mettendo ogni volta di più interesse su territori spopolati, poiché rimangono lontani dell'inquinamento della luce artificiale generata dalle città. Esiste un maggiore interesse in zone desertiche come Deserto di Atacama, Kalahari, Deserto del Namib e Dasht-e Lut dove l'inquinamento della luce artificiale è molto basso o nullo. In questo modo, le notti buie sono diventate un argomento di vendita.
Uno dei temi principali affrontati nella Fiera del Turismo di Berlino dell'anno 2007 è stato giustamente la minaccia dell'inquinamento luminoso sull'astroturismo, considerato un'attività preziosa ma minacciata.
In Europa, la Spagna è uno dei paesi con maggiore inquinamento luminoso, infatti è il secondo paese: dalla fine degli anni 90 non esiste nessuna zona in tutto il territorio spagnolo priva di luce artificiale, essendo Madrid la capitale europea più brillante per quanto riguarda l'inquinamento luminoso. Da parte sua la Francia ha iniziato ad applicare misure per spegnere le luci delle vetrine dalle città.

## Astroturismo in Italia
Nonostante l'elevato inquinamento luminoso nella penisola, esistono tuttavia dei luoghi dove poter vivere un'esperienza di astroturismo, anche grazie alla certificazione dei Cieli Più Belli d'Italia rilasciata da Astronomitaly.
- Rifugio Albasini, in Val di Sole, in modo amatoriale.[15]
- Nel comune di Ossana, specialmente in località Valpiana.
- Rifugio Averau, Altopiano delle 5 Torri, vicino Cortina d'Ampezzo.
- Perinaldo, presso l'Osservatorio astronomico Cassini[16]
- San Giovanni in Persiceto nel locale planetario.[17]
- Sul Gran Sasso, presso Osservatorio di Campo Imperatore[18]
- Regalna, in modo amatoriale.[19]
- Val d'Ega presso Osservatorio astronomico Max Valier[20]
- Troina sui Monti Nebrodi, in modo amatoriale.[21]
- Petroia, presso il Castello di Petroia[22]
- Isola di Tavolara, in modo amatoriale.
- Tenuta delle Ripalte, Isola d'elba, in modo amatoriale.
- Rifugio Mont Fallere, a Nord di Aosta, in modo amatoriale.
- Rifugio Fasanelli, nel Parco Nazionale del Pollino, in modo amatoriale.
- Is Perdas, nel cuore della Sardegna, in modo amatoriale.
- Castelfalfi, luxury hotel a meno di 50 minuti da Firenze.

## Luoghi dove esiste offerta attorno all'astroturismo

### I migliori luoghi per osservare le stelle sono

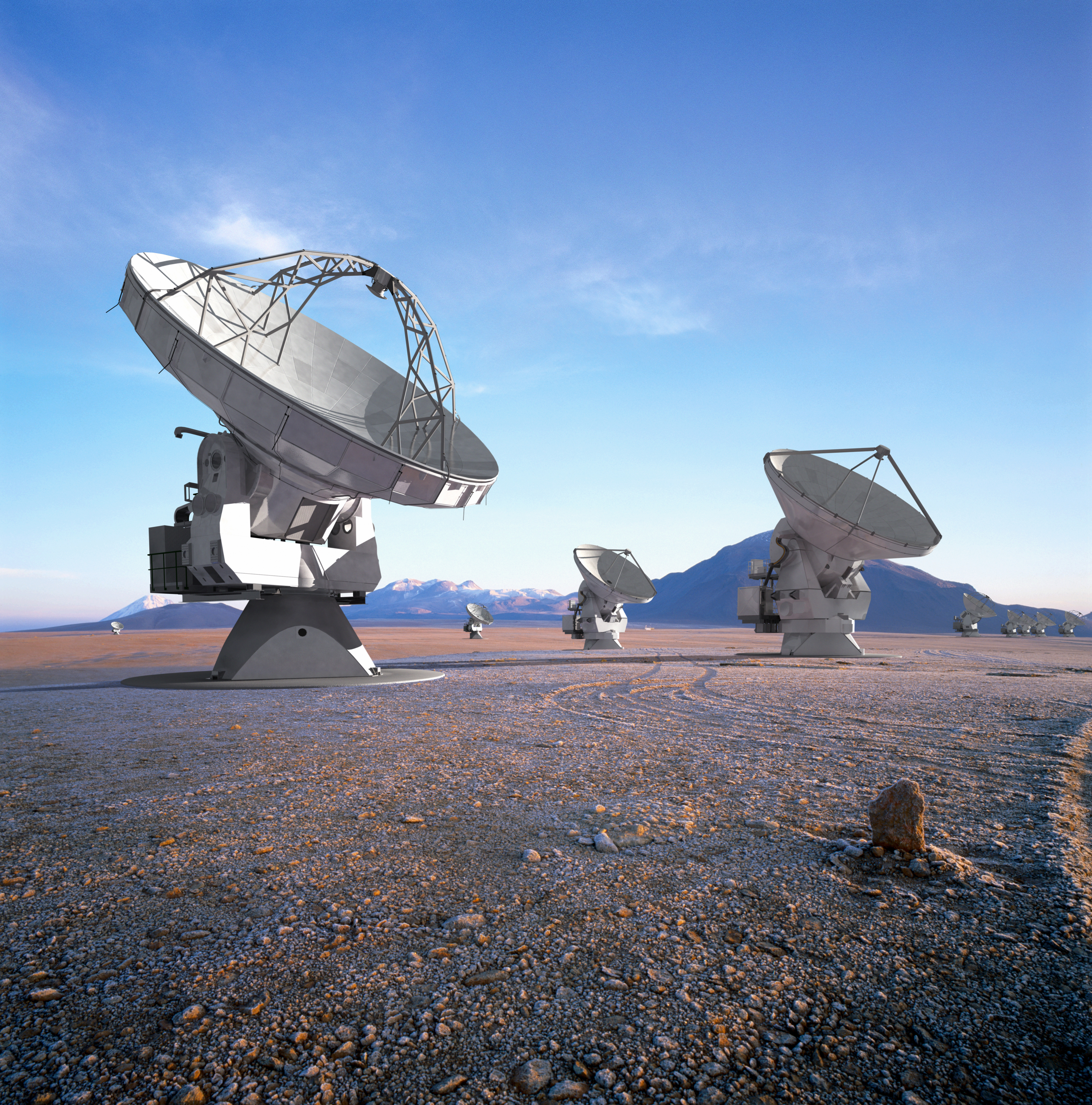
Radiotelescopio ANIMA in Atacama, Cile.

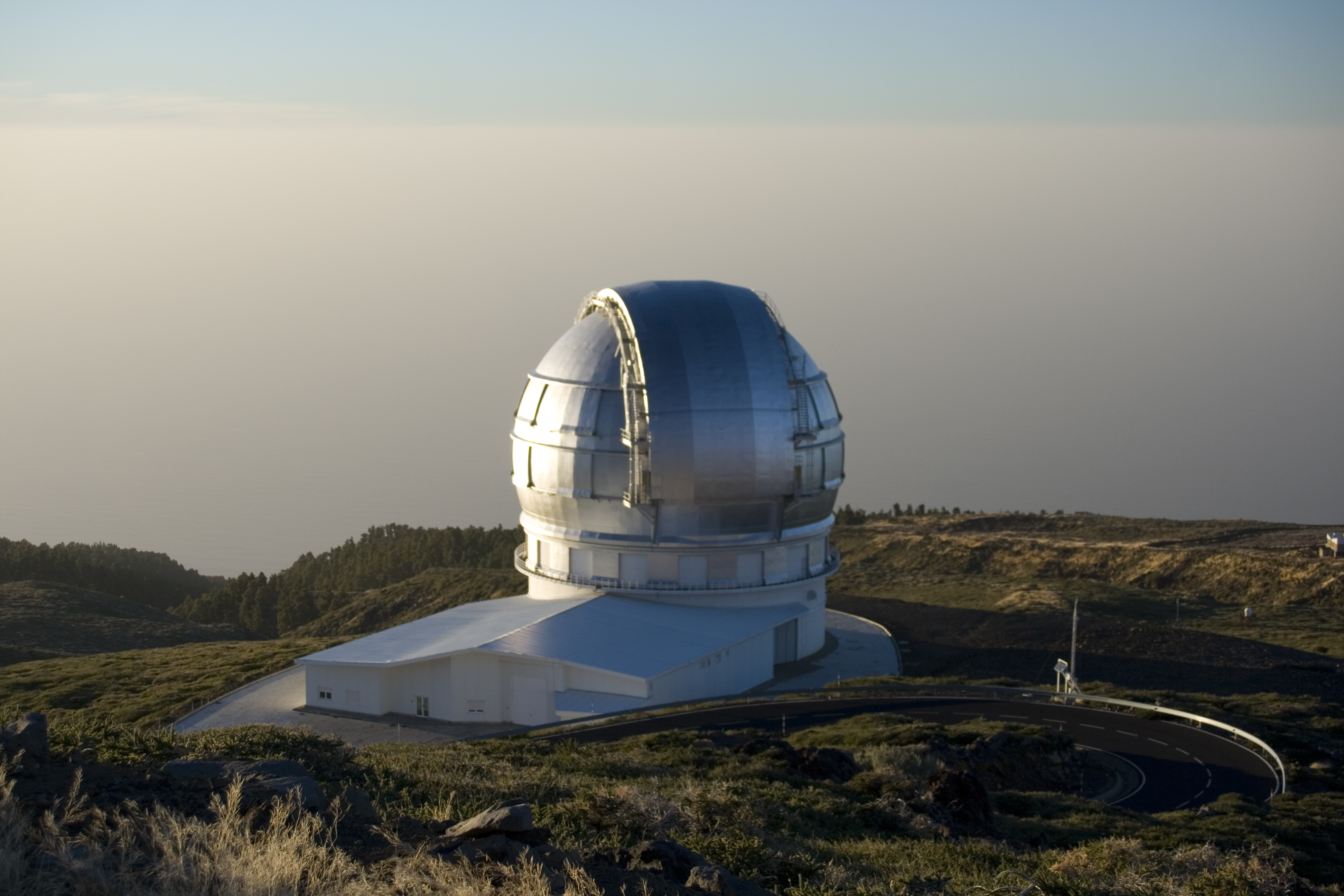
Grande Telescopio delle Canarie.

#### Argentina
In Argentina esiste poca offerta di servizi specializzati nell'astroturismo. Ciò nonostante, alcune località stanno scommettendo per sviluppare questa attività, tali come l'osservatorio Félix Aguilar e il Complesso Astronómico Il Leoncito, costruiti nel 1960 e 1983 con fini scientifici, ubicati all'interiore del Parco nazionale Il Leoncito, nella Provincia di San Juan dove stanno sostenendo alcune iniziative. Ulteriormente, vi è offerta turistica nell'Osservatorio Astronómico Ampimpa, in Amaicha della Valle nella Provincia di Tucumán, all'Osservatorio Pierre Auger ed al Planetario Malargüe ubicati in Pampa Amarilla, nella Provincia di Mendoza.

#### Australia
In Australia Occidentale si trovano le località di: Carnamah, Perenjori, Three Springs, Morawa, Wongan Hills, Mullewa, Cervantes e Mingenew. Altri luoghi di interesse sono il Parco nazionale Warrumbungle certificato come un parco di cieli bui e l'Osservatorio di Sídney, dal 1858, parte del patrimonio astronomico in Australia, entrambi in Nuova Galles del Sud, il “Charleville Cosmos Centri", in Charleville nel Queensland e il santuario di vita naturale Arkaroola qualcosa ritirato di Adelaida.

#### Colombia
A Bogotá si trova l'Observatorio Astronómico Nazionale, un patrimonio datato1803 e che organizza attività con amatori all'astronomia come l'Osservatorio dell'Università di Los Andes e il Planetario di Medellín. Accanto a quello anteriore, il Deserto della Tatacoa, dove trova l'Osservatorio Astronomico Astrosur e l'Osservatorio Municipale, entrambi orientati all'astroturismo.

#### Cile
Il Cile conta la maggiore concentrazione di osservatori astronomici scientifici, concentrando il 40% della capacità di osservazione di cieli, ma grazie ai nuovi progetti internazionali, per l'anno 2025 avrà il 70% della capacità mondiale. Ciò costituisce un indicatore della qualità dei suoi cieli.
Grazie a una politica orientata alla protezione dei suoi cieli, lo sviluppo dell'astroturismo come attività economica, ha permesso di essere considerata come una specialità di turismo in Cile. Le condizioni climatiche e di altitudine permettono più di 300 notti di cielo sereno all'anno. Il Cile è il referente principale dell'astroturismo in America Latina.
I principali poli di astroturismo in Cile trovano associati al grande deserto di Atacama, questi sono: Antofagasta, Taltal, San Pedro di Atacama,  Inca di Oro, Copiapó, Valle dell'Huasco, ma soprattutto Valle di Elqui e la Valle del Limarí dove si concentra maggior parte dell'offerta astroturistica del paese.
Negli ultimi anni si è sviluppata, anche, un'offerta di astroturismo in Santiago di Cile, nella Valle di Aconcagua, in Santa Croce, Santo Vicente di Tagua Tagua e in Casablanca, questi ultimi con un'interessante offerta associata ai tragitti del vino e vini specializzati in soggetti astronómicos. Infine l'offerta astroturistica più al sud si trova accanto al Lago Lanalhue.

#### Brasile
I migliori luoghi per l'osservazione astronomica in Brasile sono: Nuova Friburgo e Teresópolis. Oltretutto, Serra della Mantiqueira e l'Observatorio Pico dos Dias, del Laboratorio Nazionale di Astrofísica in Brasópolis, Minas Gerais

#### Spagna
Uno dei luoghi privilegiati per il turismo astronomico nell'emisfero nord è l'isola de La Palma alle Canarie. Qui è stata lanciata, nell'anno 2007, con appoggio dell'ONU e dell'Organizzazione Mondiale del Turismo, la certificazione Starlight. In quest'isola si trova l'Osservatorio del Roque de los Muchachos e il Grande Telescopio delle Canarie. Inoltre, nella penisola iberica, vi sono il Centro Astronómico di Tiedra, Cielo e Tiedra, nella provincia di Valladolid, il Centro di Interpretazione del Cielo (CIC) a Gorafe, il Giardino Botanico di Santa Catalina nella località di Iruña di Oca, l'Osservatorio di Calar Alto ad Almería, il Parco nazionale di Monfragüe a Cáceres, il complesso di astro-autovettura Encinas e Stelle, a Higuera la Real e a Badajoz, Sierra Morena in Andalusia, il tragitto Cammino delle Stelle in Galizia, tragitto astronomico di Santa Ana la Reale e il Centro di Interpretazione dell'Astronomia di Villanueva dei Castillejos a Huelva.

#### Stati Uniti
In Stati Uniti è stata creata l'organizzazione di protezione dei cieli in 1988, che include più di 42 parchi di cieli scuri certificati, in luoghi come Utah, Arizona, California, Nevada e Nuovo Messico. Uno dei luoghi più visitati per l'astroturismo è il Joshua Tree National Park. La principale destinazione di astroturismo negli Stati Uniti è Mauna Kea, nell'Isola di Hawái. Un altro luogo, anche se più vincolato al turismo spaziale, è Capo Cañaveral in Florida che possiede parchi tematcos orientati allo spazio e l'esplorazione.
Tunisia
Il sud tunisino è uno dei luoghi migliori al mondo per poter osservare le stelle e la Via Lattea, in quanto si tratta di una zona dal bassissimo inquinamento luminoso. Il punto migliore dove poter osservare la volta celeste è nei pressi di Ksar Ghilane, campeggiando nel deserto o dormendo in una delle numerose strutture ricettive che circondano l'oasi. Stando al portale Astronomitaly, qui l'SQM (Sky Quality Meter) misurato nel mese di agosto 2023 ha raggiunto il picco di 22.07, il che lo rende uno dei luoghi migliori del continente africano per l'osservazione della Via Lattea.

#### Giordania
Il deserto di Wadi Rum in Giordania, anche conosciuto come Valle della Luna, è stato il protagonista di vari film di fantascienza come “Missione a Marte”, “Pianeta Rosso”, “Rogue One: una storia di Star Wars” e Prometheus, infatti attrae molti turisti pastrofotografi.

#### Marrocco
Il villaggio di Merzouga al sudest del Marocco, accanto al famoso deserto di Erg Chebbi e le sue dune dove offrono escursioni con il dromedario, 4x4 e trekking. Ancora migliore, vista la sua posizione molto isolata e lontana da ogni centro urbano significativo è il deserto di M'hamid El Ghizlane, un vero paradiso per gli astroviaggiatori. Secondo il portale lightopollutionmap, l'SQM (Sky Quality Meter) è vicino al 22 su 22.

#### Messico
Nello stato di Puebla, trova il vulcano Sierra Negra, dove si trova il Grande Telescopio Milimetrico (GMT), il più grande per la sua tipologia.Ed un altro luogo importante è il Parco nazionale Sierra di San Pedro Martir, ubicato nella Bassa California considerato uno dei migliori luoghi di osservazione astronomica dell'emisfero nord.

#### Portogallo
Uno dei punti più eccellenti del Portogallo è l'area di Alqueva, al sud-est del Portogallo, conosciuta per la sua certificazione di cieli bui e che si estende per circa a tre mila chilometri quadrati ed include delle piccole città: Alandroal, Portel, Mourão, Moura, Reguengos di Monsaraz e Barrancos.

#### Nuova Zelanda
Il Parco nazionale di Rakiura, che in maorí significa “cielo brillante”, è ubicato nell'isola Stewart all'estremo sud della Nuova Zelanda. Anche la spiaggia di Castlepoint, nella regione di Wairarapa, nell'Isola del Nord, è considerata un'area propizia per l'osservazione delle stelle.

### I migliori luoghi per osservare equinozi e solstizi sono

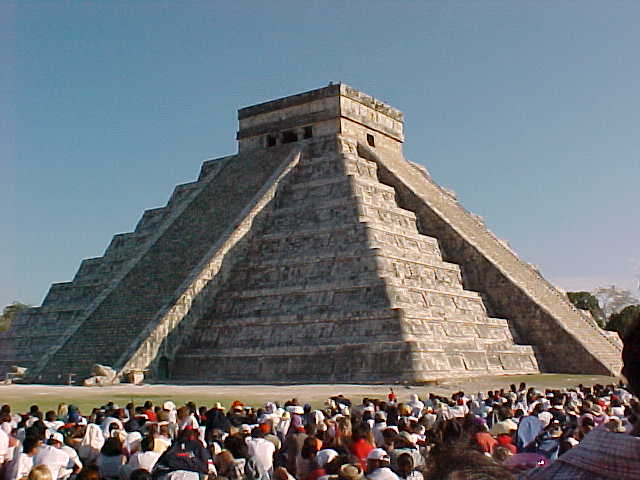
Equinozio in Chichen Itzá.

#### Inghilterra
Uno dei luoghi preferiti per riunirsi in Europa ad aspettare il solstizio di inverno è Stonehenge, famoso monumento di pietra che fa parte di una serie di posti archeologici di forma circolare.

#### Irlanda
Il luogo più enigmatico in Irlanda, relazionato in special modo con i solstizi è il grande tumulo di Newgrange, che ha circa cinque mila anni di antichità, ubicato al nord-est dell'Irlanda. Solo un giorno all'anno il sole di inverno entra per una galleria fino alla sala principale all'interno del tumulo, per illuminare una parete con arte rupestre.

#### Messico
Uno dei luoghi più importanti è Wirikuta ubicato a stato di San Luis di Potosí, è considerato un luogo sacro della cosmovisione del popolo huichol. Molto particolare anche Xochicalco, un posto archeologico nello stato di Morelos, che in tempi preispanici è stato il centro di osservazione di corpi celesti. In Messico vi è anche Chichén Itzá dove si aspetta l'equinozio per vedere scendere il serpente piumato.

#### Perù
Uno degli spettacoli culturali associati alle rovine archeologiche ha luogo durante i solstizi in Machu Picchu, ogni 21 di giugno con il solstizio di inverno, anche chiamato Inti Raymi in quechua e il 22 di dicembre con il solstizio di estate o Cápac Raymi.

### I migliori luoghi per osservare aurore boreali sono

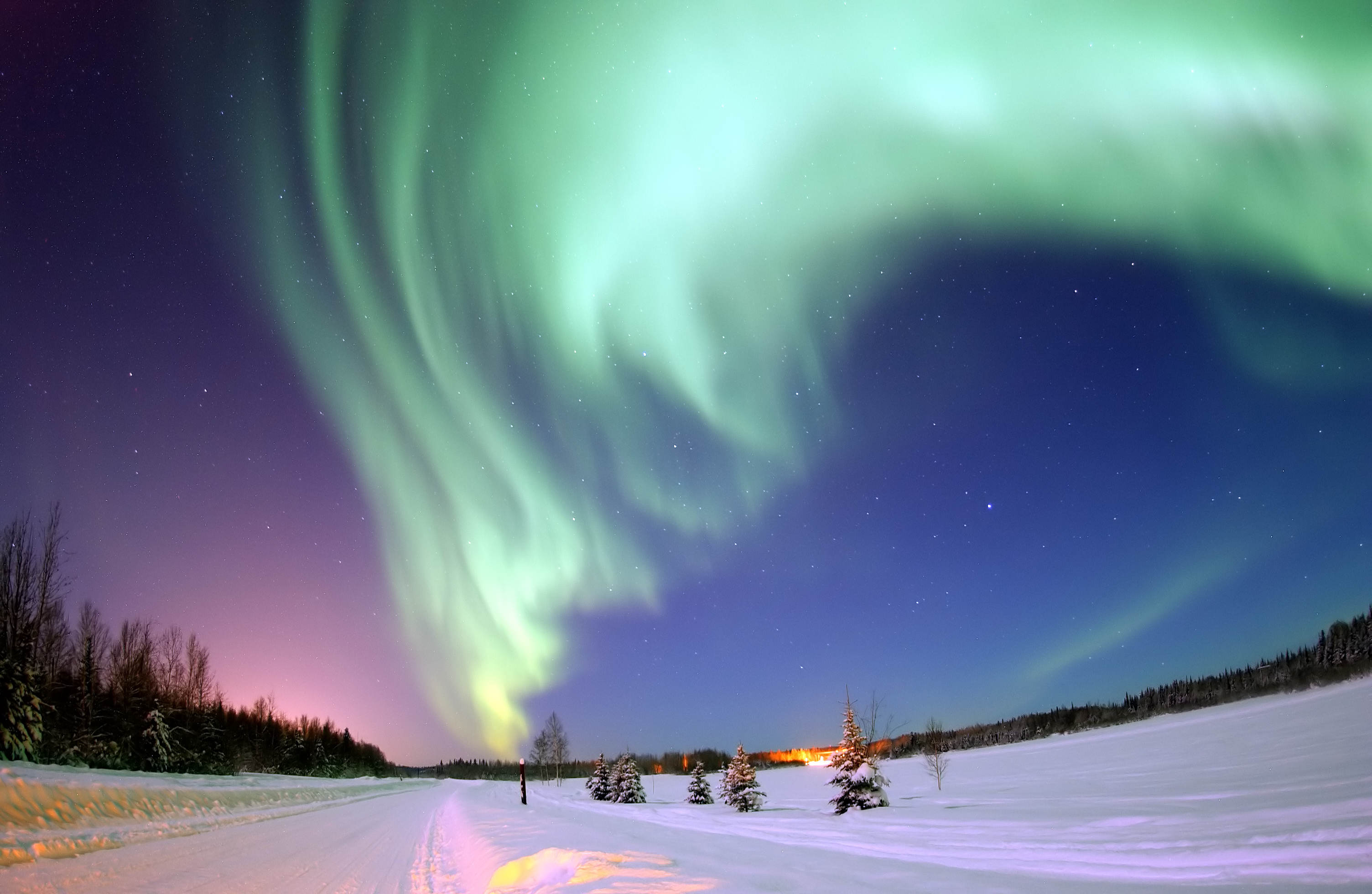
Aurora Boreale in Alaska.

#### Alaska
In Fairbanks, una piccola città nel centro della regione esistono servizi ed escursioni per osservare aurore boreali durante la stagione.

#### Canada
È un paese con molti luoghi atti per osservare aurore boreali, ciò nonostante, il preferito è Manitoba in la nella baia di Hudson, dato che si possono osservare anche gliorsi polari, specialmente nel piccolo villaggio di Churchill.

#### Islanda
Il Thingvellir, parco nazionale dell'Islanda, è considerato il migliore luogo per osservazione di aurore boreali.

#### Norvegia
La città di Tromsø, conosciuta come il “Parigi del Nord”, permette di contemplare lo spettacolo delle aurore boreali ed offrono conferenze di astronomia presso il planetario Northern Lights tra settembre e marzo.

#### Svezia
Kiruna,si trova ubicato nell'estremo nord della Svezia. Un luogo molto conosciuto per il suo hotel di ghiaccio e per le aurore boreali.

#### Finlandia
Rovaniemi in Finlandia, è la città più settentrionale doveosservare le aurore boreali, oltre al famoso parco tematico invernale Santo Claus Village e l'hotel ártico di neve. In Rovaniemi realizzano anche tours fotografici per captare le aurore boreali.

#### Russia
In Múrmansk una città ubicata nella parte nord della Siberia, nella penisola di Kola, con il più grande porto russo nell'artico, le aurore boreales si possono vedere 200 giorni all'anno. La stagione di aurore va da agosto fino ad aprile, in cui i mesi da settembre ad ottobre e da febbraio a marzo sono i migliori per osservare aurore boreali da questo porto.